# شانون داي
شانون داي (بالإنجليزية: Shannon Day)‏ هي ممثلة أمريكية، ولدت في 5 أغسطس 1896 بنيويورك في الولايات المتحدة، وتوفيت بنفس المكان في 24 فبراير 1977.

## وصلات خارجية
- شانون داي على موقع IMDb (الإنجليزية)
- شانون داي على موقع قاعدة بيانات برودواي على الإنترنت (الإنجليزية)
- شانون داي على موقع قاعدة بيانات الفيلم (الإنجليزية)